# Стевен Кортелінґ
Стевен Кортелінґ (Steven Korteling; нар. 16 січня 1984) — колишній чехословацький тенісист.
Найвищу одиночну позицію світового рейтингу — 423 місце досяг 28 листопада 2005, парну — 456 місце — 1 травня 2006 року.

## Титули ITF Ф'ючерс

### Парний розряд: (3)
| Ранг | Дата     | Турнір                           | Покриття | Партнер         | Суперники                      | Рахунок       |
| ---- | -------- | -------------------------------- | -------- | --------------- | ------------------------------ | ------------- |
| 1.   | Лис 2003 | Нідерланди Antillies F1, Кюрасао | Тверде   | Міхел Конінґ    | Алессандро Мотті Стефан Робер  | 6–3, 3–6, 6–1 |
| 2.   | Лип 2004 | Німеччина F11, Трір              | Ґрунт    | Міхел Конінґ    | Феліпе Парада Естебан Дзанетті | 6–1, 7–5      |
| 3.   | Кві 2005 | Італія F10, Падуя                | Ґрунт    | Альберто Бріцці | Массімо Очера Марко Педріні    | 4–6, 6–1, 6–3 |